# Liste der Einträge im National Register of Historic Places im Harrison County (West Virginia)
Diese Liste der Einträge im National Register of Historic Places im Harrison County (West Virginia) enthält alle im Harrison County, West Virginia in das National Register of Historic Places eingetragenen Gebäude, Bauwerke, Objekte, Stätten oder historischen Distrikte.
Diese Liste entspricht dem Bearbeitungsstand des National Park Service/National Register of Historic Places vom 23. August 2024.

## Legende
| NRHP | Historic Place             |
| HD   | National Historic District |

## Aktuelle Einträge
| [ 2 ] | Name                                                           | Bild                                         | Eintragsdatum                 | Lage                                                                                              | Ort         | Beschreibung |
| ----- | -------------------------------------------------------------- | -------------------------------------------- | ----------------------------- | ------------------------------------------------------------------------------------------------- | ----------- | ------------ |
| 1     | Daniel Bassel House                                            | Daniel Bassel House                          | 22. Aug. 2002 ID-Nr. 02000898 | County Route 25, südlich der Kreuzung mit der West Virginia Route 270 39° 9′ 40″ N, 80° 21′ 11″ W | Lost Creek  |              |
| 2     | Bridgeport Lamp Chimney Company Bowstring Concrete Arch Bridge |                                              | 27. Jan. 1997 ID-Nr. 96001571 | zwischen der Mechanic St. und Baltimore and Ohio RR 39° 17′ 3″ N, 80° 15′ 22″ W                   | Bridgeport  |              |
| 3     | Clarksburg Downtown Historic District                          | Clarksburg Downtown Historic District        | 12. Apr. 1982 ID-Nr. 82004794 | zwischen dem Elk, Creek, 7th, und Main Sts. 39° 16′ 47″ N, 80° 20′ 22″ W                          | Clarksburg  |              |
| 4     | Edgewood Manor                                                 |                                              | 6. Juli 2005 ID-Nr. 05000662  | U.S. Route 50 und Verbindungsstraße zur U.S. Route 19 39° 18′ 28″ N, 80° 21′ 5″ W                 | Clarksburg  |              |
| 5     | Fletcher Covered Bridge                                        |                                              | 4. Juni 1981 ID-Nr. 81000601  | County Route 5/29 Ausfahrt und der Kreuzung mit der County Route 5 39° 18′ 20″ N, 80° 28′ 49″ W   | Maken       |              |
| 6     | Glen Elk Historic District                                     | Glen Elk Historic District                   | 24. Nov. 1993 ID-Nr. 93001232 | zwischen Elk Creek und Baltimore and Ohio RR 39° 17′ 3″ N, 80° 20′ 20″ W                          | Clarksburg  |              |
| 7     | Indian Cave Petroglyphs                                        |                                              | 16. März 1976 ID-Nr. 76001937 | Adresse nicht veröffentlicht                                                                      | Good Hope   |              |
| 8     | Governor Joseph Johnson House                                  | Governor Joseph Johnson House                | 19. März 1987 ID-Nr. 87000490 | 424 Oakdale Ave. 39° 17′ 7″ N, 80° 15′ 32″ W                                                      | Bridgeport  |              |
| 9     | Lost Creek Baltimore and Ohio Railroad Depot                   | Lost Creek Baltimore and Ohio Railroad Depot | 6. Juli 2005 ID-Nr. 05000660  | Main St., Lost Creek Rd. und County Route 48 39° 9′ 37″ N, 80° 21′ 6″ W                           | Lost Creek  |              |
| 10    | Quality Hill Historic District                                 | Quality Hill Historic District               | 22. Aug. 1985 ID-Nr. 85001815 | East Main St. 39° 16′ 43″ N, 80° 19′ 55″ W                                                        | Clarksburg  |              |
| 11    | Quiet Dell School                                              | Quiet Dell School                            | 12. März 2001 ID-Nr. 01000265 | in der Nähe der West Virginia Route 20 39° 13′ 26″ N, 80° 18′ 0″ W                                | Mount Clare |              |
| 12    | Salem College Administration Building                          | Salem College Administration Building        | 30. März 1989 ID-Nr. 89000184 | 223 W. Main St. 39° 17′ 1″ N, 80° 34′ 2″ W                                                        | Salem       |              |
| 13    | Salem Historic District                                        | Salem Historic District                      | 2. Dez. 1980 ID-Nr. 80004022  | West Virginia Route 23 39° 16′ 58″ N, 80° 33′ 32″ W                                               | Salem       |              |
| 14    | Levi Shinn House                                               | Levi Shinn House                             | 16. Juli 1973 ID-Nr. 73001907 | Clarksburg Rd. 39° 23′ 13″ N, 80° 18′ 40″ W                                                       | Shinnston   |              |
| 15    | Shinnston Historic District                                    | Shinnston Historic District                  | 1. Apr. 1998 ID-Nr. 98000288  | zwischen der Charles, East und Clement Sts. am West Fork River 39° 23′ 45″ N, 80° 18′ 3″ W        | Shinnston   |              |
| 16    | Simpson Creek Covered Bridge                                   |                                              | 4. Juni 1981 ID-Nr. 81000600  | County Route 24 39° 18′ 31″ N, 80° 16′ 47″ W                                                      | Bridgeport  |              |
| 17    | Watters Smith Farm on Duck Creek                               | weitere Bilder                               | 16. Mai 1974 ID-Nr. 74002003  | County Route 25/6 39° 10′ 12″ N, 80° 24′ 38″ W                                                    | Lost Creek  |              |
| 18    | Stealey-Goff-Vance House                                       | Stealey-Goff-Vance House                     | 25. Sep. 1979 ID-Nr. 79002580 | 123 W. Main St. 39° 16′ 42″ N, 80° 20′ 9″ W                                                       | Clarksburg  |              |
| 19    | Templemoor                                                     | Templemoor                                   | 15. Apr. 1982 ID-Nr. 82004318 | West Virginia Route 20 39° 8′ 41″ N, 80° 14′ 27″ W                                                | Clarksburg  |              |
| 20    | Trinity Memorial Methodist Episcopal Church                    | Trinity Memorial Methodist Episcopal Church  | 26. Apr. 1984 ID-Nr. 84003584 | 420 Ben St. 39° 16′ 37″ N, 80° 20′ 11″ W                                                          | Clarksburg  |              |
| 21    | Waldomore                                                      | Waldomore                                    | 4. Okt. 1978 ID-Nr. 78002797  | W. Pike und N. 4th Sts. 39° 16′ 54″ N, 80° 20′ 25″ W                                              | Clarksburg  |              |